# Otherside
«Otherside» — песня американской рок-группы Red Hot Chili Peppers, третий сингл из альбома Californication. Лирика песни посвящена борьбе с наркозависимостью, близкая тема для вокалиста группы — Энтони Кидиса, на тот момент экс-наркомана. Песня добилась хороших результатов в чартах: она достигла 14-й позиции в Billboard Hot 100 (четвёртый результат из всех синглов группы); и добралась до вершины Modern Rock Tracks — пятый сингл Chili Peppers, добившийся подобного успеха. Песня лидировала в этом чарте на протяжении 13 недель подряд, что является одним из лучших результатов в истории хит-парада.

## Тематика песни
Песня посвящена одному из бывших участников группы — Хиллелу Словаку, который погиб от передозировки героина 25 июня 1988 года. В песне поётся о борьбе с наркозависимостью: «Я пронзительно кричу / Что это не мой друг / Я уничтожаю всё до основания / Но оно рождается снова». Название композиции «Otherside» («Другая сторона»), также можно интерпретировать, как — «Загробная жизнь».

## Музыкальное видео
Готический стиль видеоклипа был навеян художественным фильмом «Кабинет доктора Калигари» (1920) Роберта Вине. Участники группы одеты в чёрное, а музыкальные инструменты представлены сюрреалистичным образом: Джон Фрушанте лезет по веревке через длинный коридор, как будто играя на гитаре; Фли играет с телефонными проводами — они выполняют роль струн бас-гитары, а Чад Смит сидит на средневековой башне с вращающимися часами, которые олицетворяют ударную установку.

## Список композиций
Компакт-диск, версия 1 (2000)
1. «Otherside» (album) — 4:16
2. «How Strong» — 4:43

Компакт-диск, версия 2 (2000)
1. «Otherside» (album) — 4:16
2. «My Lovely Man» (live) — 5:18
3. «Around the World» (music video)

Компакт-диск, версия 3 (2000)
1. «Otherside» (album)
2. «How Strong» (previously unreleased)
3. «My Lovely Man» (live)
4. «Road Trippin'» (without strings)
5. «Scar Tissue» (music video)
6. «Around the World» (music video)

Компакт-диск, версия 4 (2000)
1. «Otherside» (album)
2. «How Strong» (previously unreleased)
3. «My Lovely Man» (live)
4. «Road Trippin'» (without strings)

Компакт-диск, версия 5 (2000)
1. «Otherside» (album)
2. «How Strong» (previously unreleased)
3. «Road Trippin'» (without strings) — 3:25
4. «Otherside» (music video)

Грампластинка (2000)
1. «Otherside» (album)
2. «How Strong» (previously unreleased)

## Хит-парады
| Чарт (2000)                      | Высшая позиция |
| -------------------------------- | -------------- |
| Australian Singles Chart         | 31             |
| Canadian RPM Singles Chart       | 32             |
| Canadian RPM Rock Report         | 1              |
| Dutch Singles Chart              | 24             |
| German Singles Chart             | 44             |
| Italian Singles Chart            | 17             |
| New Zealand Singles Chart        | 5              |
| Polish Singles Chart             | 1              |
| Swedish Singles Chart            | 19             |
| Swiss Singles Chart              | 65             |
| UK Singles Chart                 | 33             |
| Billboard Adult Top 40           | 11             |
| Billboard Hot 100                | 14             |
| Billboard Mainstream Rock Tracks | 2              |
| Billboard Modern Rock Tracks     | 1              |
| Billboard Top 40 Mainstream      | 26             |

| Чарт (2000)          | Позиция |
| -------------------- | ------- |
| US Billboard Hot 100 | 59      |

## Интересные факты
- Германская поп-певица Мэнди Капристо записала кавер на эту песню для своего альбома Grace.